# La Digue et les îles Intérieures
La Digue et les îles Intérieures est un district des Seychelles composé des îles principales de La Digue et de Silhouette ainsi que plusieurs autres petites îles des îles Intérieures. 
Le district a été créé en 1994 lorsque le gouvernement a fusionné les districts de La Digue et de La Silhouette. L'ensemble des autres districts ne couvre que Mahé hormis l'île de Praslin couvert par Baie Sainte-Anne et Grand'Anse

## Géographie

### Démographie
Le district de Bel Air couvre 41,6 km2 et compte 3 506 habitants (2014).
| Nr. | Île                              | Capitale           | Supérficie km2 | Population Recensement of 2012 |
| --- | -------------------------------- | ------------------ | -------------- | ------------------------------ |
| 01  | Île aux Oiseaux                  | Bird Village       | 0.94           | 38                             |
| 02  | Île de Denis                     | St. denis          | 1.43           | 80                             |
| 03  | Félicité                         | La penice          | 2.68           | 20                             |
| 04  | Île de Frégate                   | Marina             | 2.07           | 214                            |
| 05  | Îles Sœurs                       | Grande Sœur        | 1.13           | 2                              |
| 06  | La Digue                         | La Passe           | 10.08          | 2800                           |
| 07  | Marianne                         | Ans La Cour        | 0.97           | 0                              |
| 08  | North                            | North Island Lodge | 2.01           | 152                            |
| 09  | Autres îles                      |                    | 0.3            | 0                              |
| 10  | Silhouette                       | La Passe           | 20.1           | 200                            |
|     | La Digue et les îles Intérieures | La Passe           | 41.6           | 3506                           |